# Semaeopus ascia
Semaeopus ascia là một loài bướm đêm trong họ Geometridae.